# Vitknösens naturreservat
Vitknösens naturreservat är ett naturreservat i Sorsele kommun i Västerbottens län.
Området är naturskyddat sedan 2024 och är 277 hektar stort. Reservatet ligger nordväst om Sorsele och består våtmarker våtmarker och tjärnen Långtjärnen mellan höjder samt grannaturskogar.